# 富良野町
富良野町（ふらのちょう）は、かつて北海道空知郡にあった町。

## 沿革
- 1915年（大正4年）4月1日 - 北海道二級町村制施行により空知郡下富良野村が村制施行し下富良野村（しもふらのむら）となる。
- 1919年（大正8年）4月1日 - 二級町制施行し富良野町に改称。
- 1921年（大正10年）4月1日 - 一級町へ移行。
- 1934年（昭和9年）4月1日 - 空知郡中富良野村と境界の一部を変更。
- 1956年（昭和31年）9月30日 - 空知郡東山村と合併し富良野町を新設。
- 1966年（昭和41年）5月1日 - 空知郡山部町と合併して市制施行し富良野市となり消滅。